# Quadruple-double
Quadruple-double – w koszykówce, uzyskanie wyników dwucyfrowych w czterech z pięciu możliwych pozytywnych statystyk (punkty, asysty, zbiórki, przechwyty, bloki).

## NBA
W lidze NBA udało się je osiągnąć zaledwie czterem zawodnikom w historii:
| Zawodnik        | Data                 | Mecz                                  | Punkty | Zbiórki | Asysty | Bloki | Przechwyty |
| --------------- | -------------------- | ------------------------------------- | ------ | ------- | ------ | ----- | ---------- |
| Nate Thurmond   | 18 października 1974 | Chicago Bulls vs. Atlanta Hawks       | 22     | 14      | 13     | 12    | 1          |
| Alvin Robertson | 18 lutego 1986       | San Antonio Spurs vs. Phoenix Suns    | 20     | 11      | 10     | 0     | 10         |
| Hakeem Olajuwon | 29 marca 1990        | Houston Rockets vs. Milwaukee Bucks   | 18     | 16      | 10     | 11    | 1          |
| David Robinson  | 17 lutego 1994       | San Antonio Spurs vs. Detroit Pistons | 34     | 10      | 10     | 10    | 2          |

## Polska
Jako pierwszy zawodnik w historii polskich rozgrywek ligowych quadruple-double zaliczył Mariusz Konopatzki. 18 lutego 2017 roku w meczu II ligi – Asseco Gdynia z TKM Włocławek zdobył 10 punktów, 12 zbiórek, 10 asyst i 10 przechwytów. Asseco Gdynia pokonało wtedy rywala 115–61. Drugie quadruple-double w Polsce zdobył Tomasz Nowakowski 10 grudnia 2022 w meczu Pogoni Prudnik z Team-Plast KK Oleśnica. Nowakowski zdobył 11 punktów, 13 zbiórek, 10 asyst i 10 bloków, a Pogoń Prudnik pokonała rywala 101–65.
| Zawodnik           | Data            | Mecz                                     | Punkty | Zbiórki | Asysty | Bloki | Przechwyty |
| ------------------ | --------------- | ---------------------------------------- | ------ | ------- | ------ | ----- | ---------- |
| Mariusz Konopatzki | 18 lutego 2017  | Asseco Gdynia vs. TKM Włocławek          | 10     | 12      | 10     | 0     | 10         |
| Tomasz Nowakowski  | 10 grudnia 2022 | Pogoń Prudnik vs. Team-Plast KK Oleśnica | 11     | 13      | 10     | 10    | 0          |